# Estela Golf Club
Estela Golf Club é um campo de golfe do género links localizado no litoral da freguesia da Estela, conhecido como Lugar do Rio Alto, na Póvoa de Varzim em Portugal.
O campo de golfe foi criado em 1989 pela Sopete Golf através de uma imposição governamental, por compensação à concessão da zona de jogo da Póvoa de Varzim. A empresa subordinada à (atual Varzim Sol), a empresa detentora do Casino da Póvoa. Em 1993 foi declarado como "O Clube do Ano" pela Federação Portuguesa de Golfe. A empresa foi adquirida em 1997 pela Estela Golf.
Em 2024, a Câmara da Póvoa de Varzim admite que seja necessário deslocar parte do campo do golfe de modo a conservar a zona litoral envolvente ao equipamento, que tem sido ameaçada pela erosão costeira.